# Enclos paroissial de Châteaulin
L'enclos paroissial de Châteaulin est un enclos paroissial situé dans la commune de Châteaulin (Finistère, Bretagne). Il inclut l'église (ou la chapelle) Notre-Dame, une porte triomphale, un ossuaire et un calvaire. Il est classé monument historique en 1914.

## Galerie

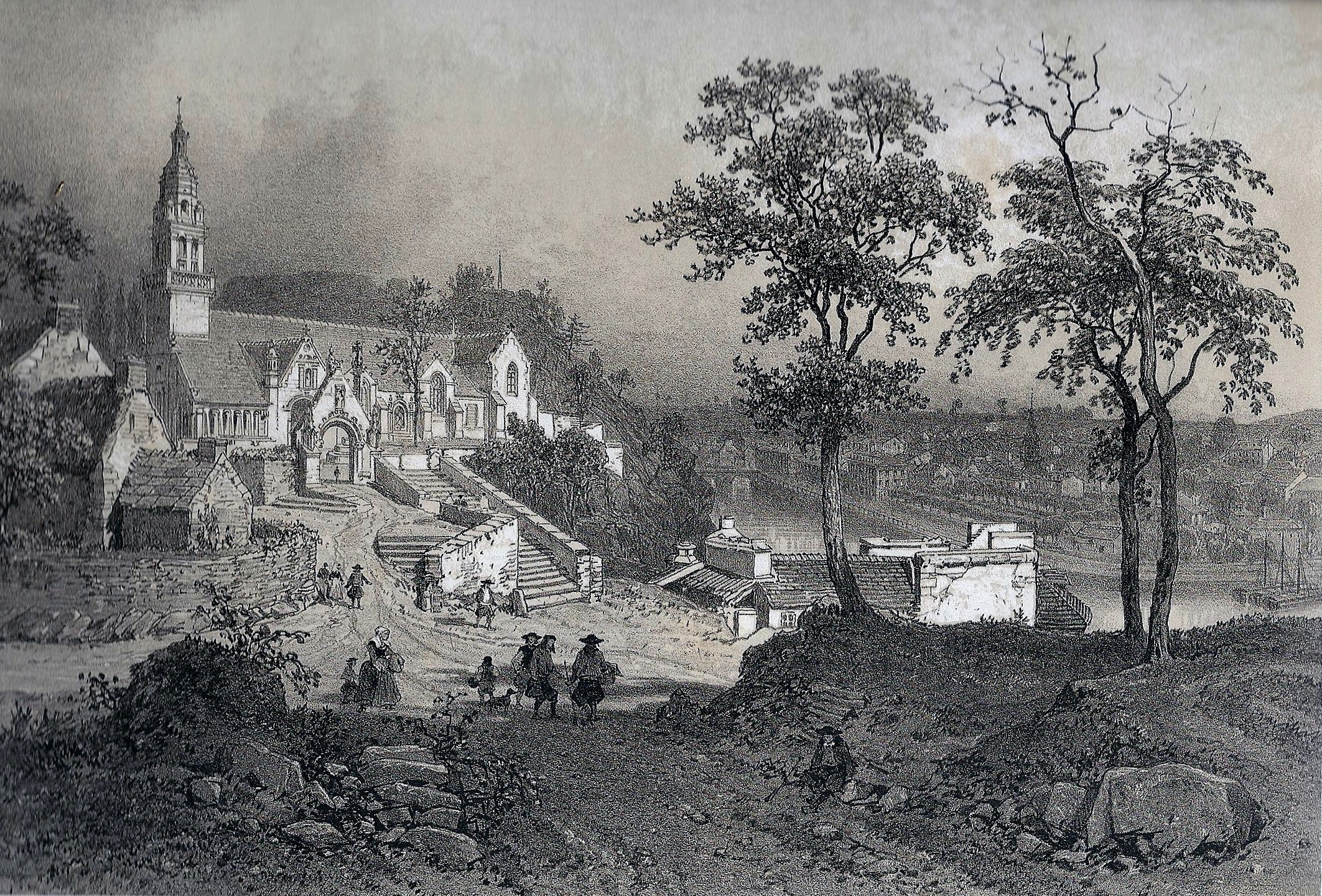
Vue de l'enclos en 1867.
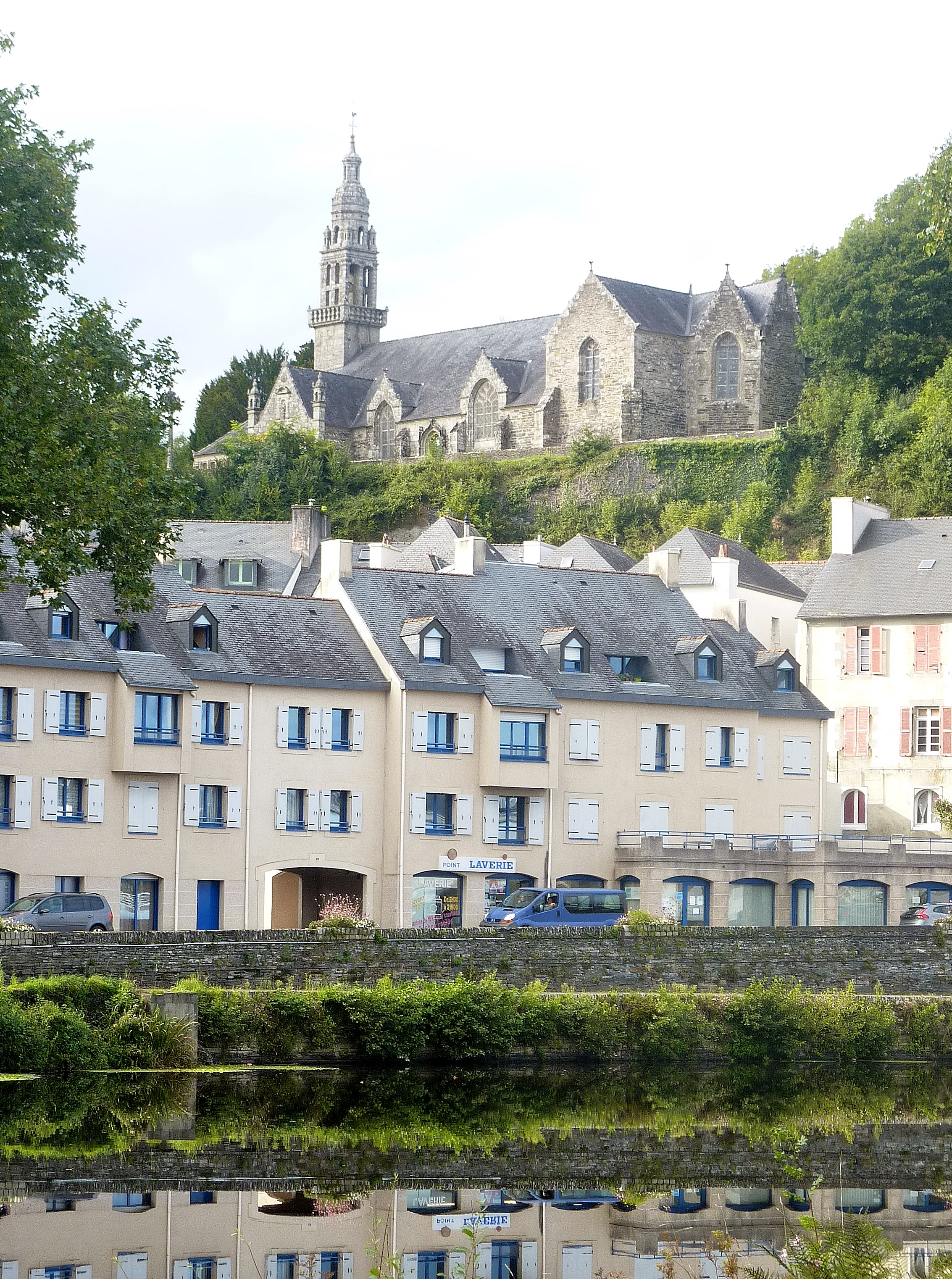
L'église vue de Châteaulin.
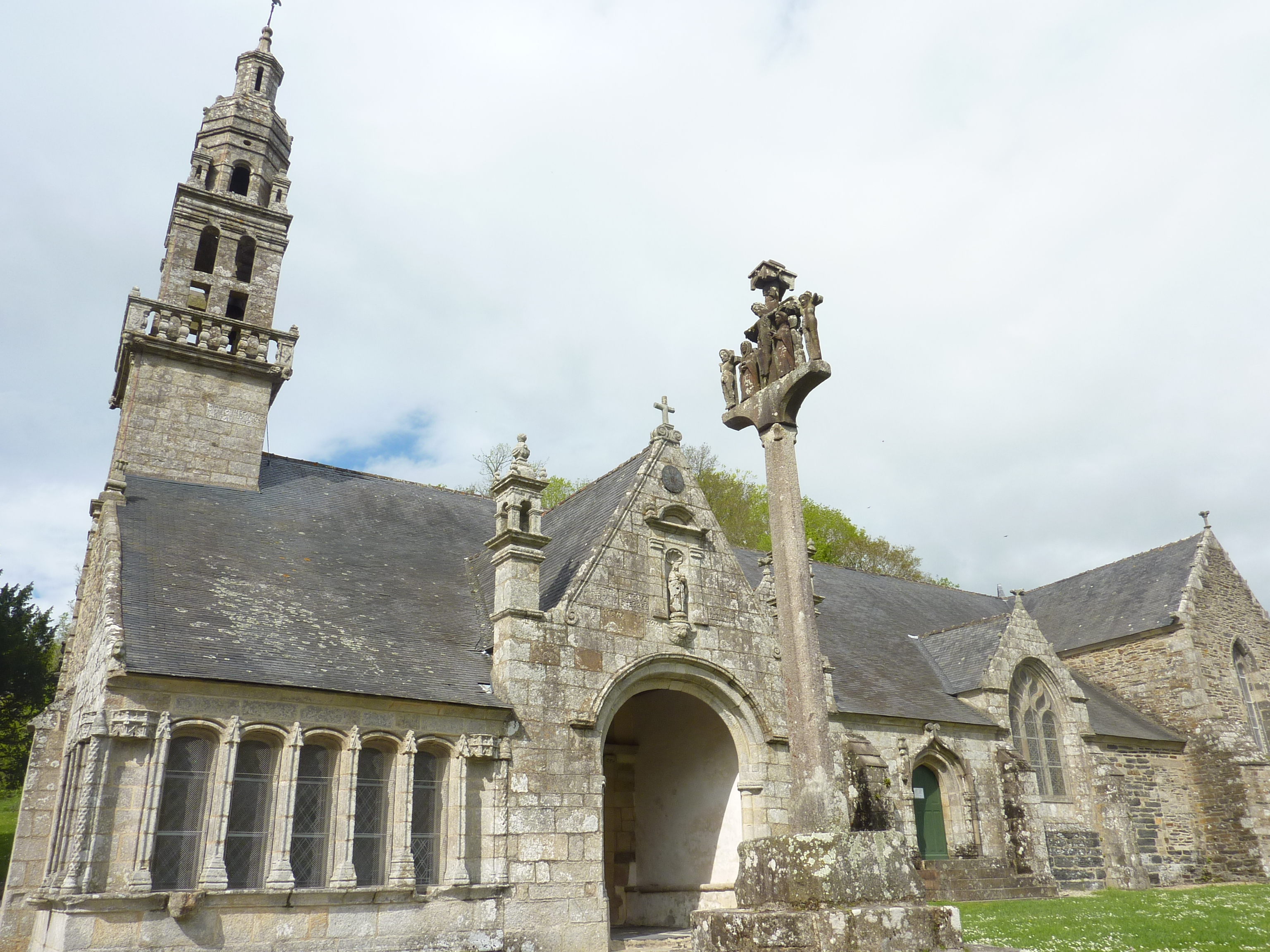
L'église et le calvaire.
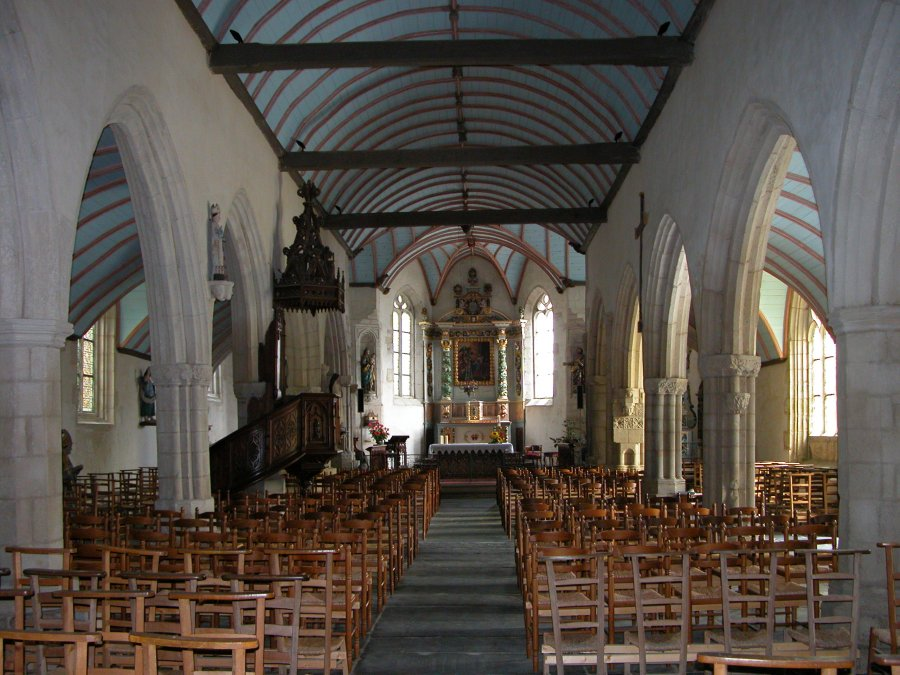
Intérieur de l'église.
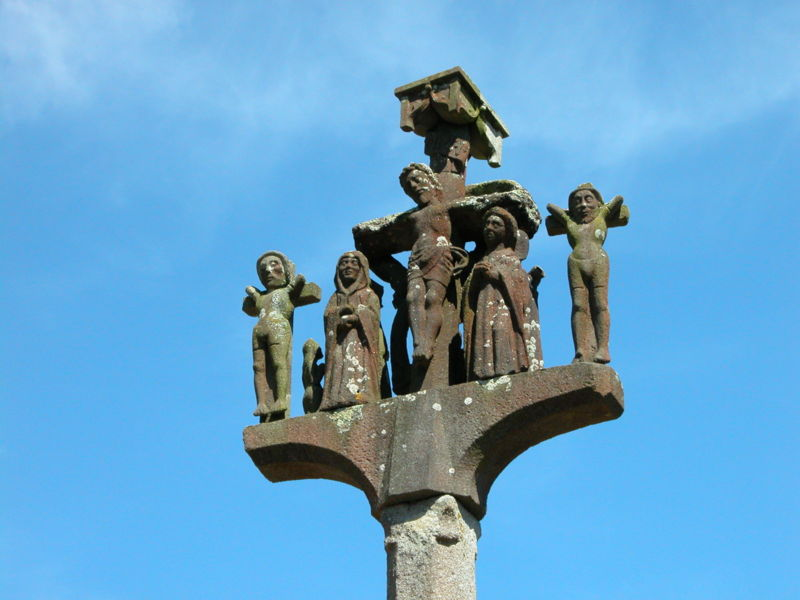
Le calvaire.
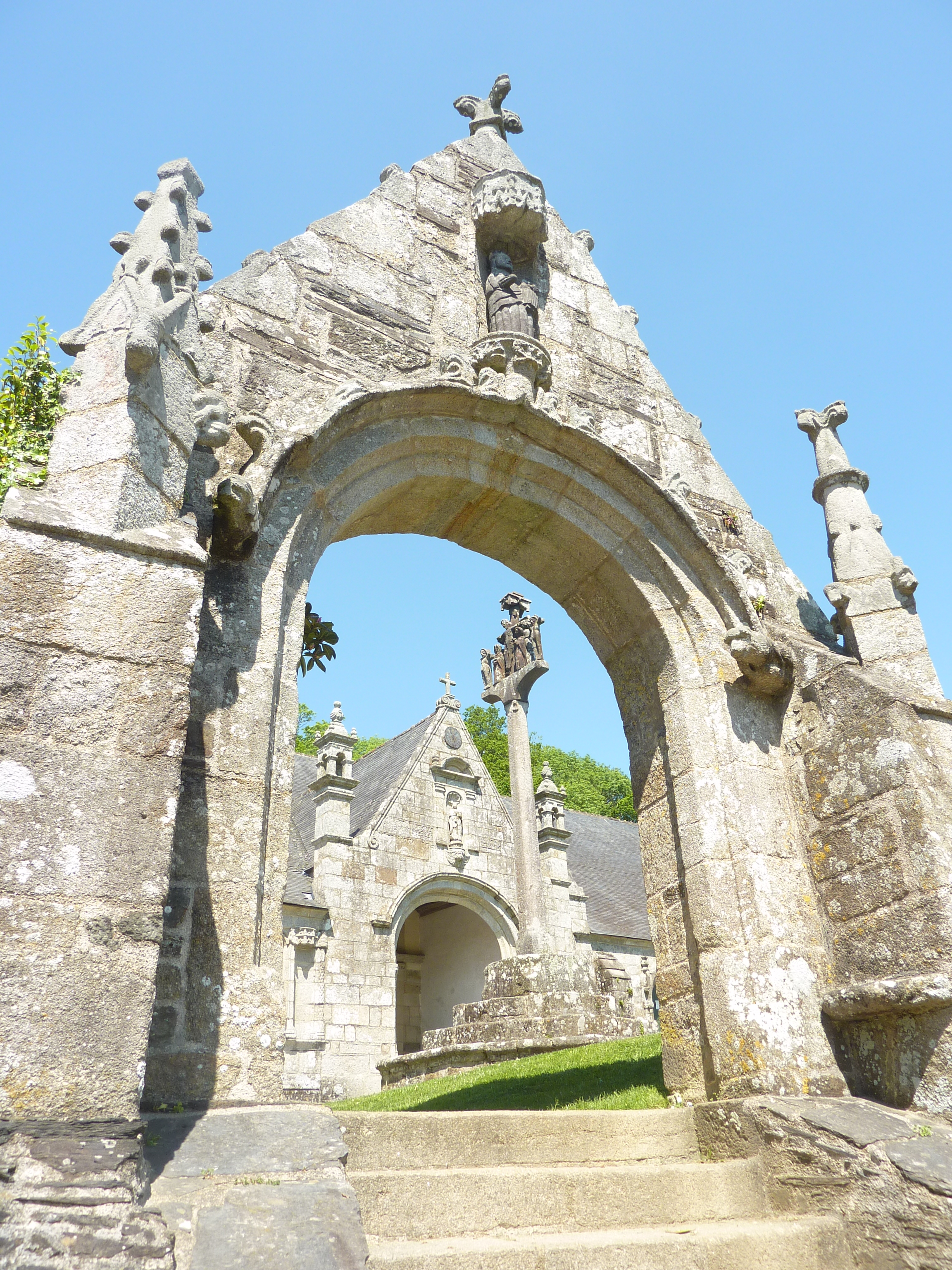
La porte triomphale et le calvaire.
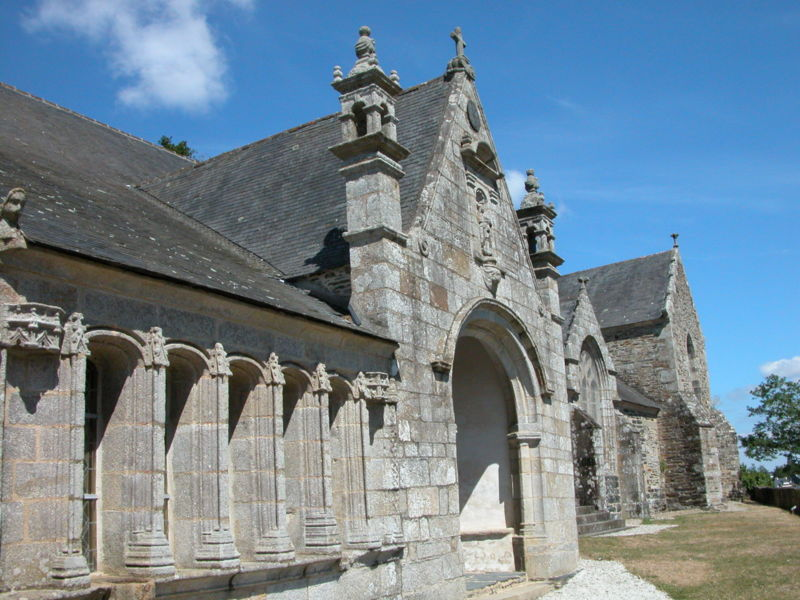
L'ossuaire.